# Fin de Semana Salvaje
Fin de semana salvaje (с исп. — «Дикие выходные») — первый студийный альбом аргентинской рок-группы Los Brujos в жанре альтернативный рок, выпущенный на лейбле Epic Records в 1991 году. Альбом был хорошо воспринят жителями Аргентины и закрепил за группой статус одной из самых главных групп «New Argentine Rock» сцены. Особенно прославился сингл альбома «Kanishka!», рифф которого в итоге позаимствовала известная гранж-группа Nirvana для своей песни Very Ape. Также альбом попал в «Los 100 Mejores Discos del Rock Nacional» (100 лучших национальных рок-записей) Аргентины под номером 62.

## Участники записи
Основные участники:
• Петанга Аго-Го (Серхио Морено): цитра.
• Джимми Нельсон (Квики Лид): барабаны.
• Эль Эрмосо (Фабио Рей Пастрелло): гитара.
• Siderdalegao (Габриэль Герриси): гитара.
• Уилсон R-Q (Алехандро Алачи): мифические крики.
• Мученичество сердца (Рикки Руа): дуба-дуба.
Дополнительные:
• Виви Теллас: вокал в «Mi vestido floreado», «Mi papi no te quiere» и «Monseñor Leflip».
• Даниэль Мелеро: клавишные и хоры.
• Густаво Серати: гитарное соло в «Fin de semana salvaje».
• Мартин Менцель: бубен в «La tía Marcia».

## Продакшн
• Художественное производство: Даниэль Мелеро.
• Исполнительное производство: Виктор Пониман.
• Руководитель: Энди Нигул.
• Техник звукозаписи: Мартин Менцель.
• Мастер в: Эстудиос Мобио С. А.
• Дизайн обложки: Алехандро Рос.
• Фотограф: Густаво Ди Марио.

## Список композиций
Все песни написаны гитаристом группы Габриэлем Герриси.
| №  | Название                | Перевод                  | Длительность |
| -- | ----------------------- | ------------------------ | ------------ |
| 1  | «Canción del Cronopio»  | Песня Кронопио           | 2:41         |
| 2  | «La tía Marcia»         | Тётя Марсия              | 2:26         |
| 3  | «Kanishka!»             | Канишка!                 | 2:41         |
| 4  | «Embolarium»            | Эмболариум               | 2:26         |
| 5  | «India»                 | Индия                    | 2:54         |
| 6  | «Mi vestido floreado»   | Моё платье в цветочек    | 2:21         |
| 7  | «Fin de semana salvaje» | Дикие выходные           | 3:15         |
| 8  | «Yo caí por tu amor»    | Я влюбился в твою любовь | 2:51         |
| 9  | «Mi papi no te quiere»  | Мой папа не любит тебя   | 2:12         |
| 10 | «Monseñor Leflip»       | Монсеньор Лефлип         | 3:21         |
| 11 | «No te dejes caer»      | Не дай себе упасть       | 3:11         |

Общая длительность: 30:22.